# 克洛狄乌斯·阿尔比努斯
克洛狄乌斯·阿尔比努斯（约150年—197年2月19日），或译为阿尔拜努斯，是一位罗马将军、元老和争位者，他在193年至197年间多次宣称皇位。在193年佩蒂纳克斯皇帝被禁卫军杀害后的动乱时期（详见“五帝之年”），他被不列颠尼亚和西班牙行省（包括现代的西班牙和葡萄牙）的军团拥戴为皇帝。196年，阿尔比努斯再次宣布自己为皇帝，次年，他最终被塞维鲁击败而死，家人也全部被杀。

## 早期生涯
阿尔比努斯出生于阿非利加行省的哈德鲁迈图姆（今突尼斯的苏塞），属于著名的望族凯奥尼亚家族。由于他的肤色异常白皙，他的父亲凯奥纽斯为他起了Albinus这个名字，意为白色。他从小参军，表现出了对军事的热爱，并且表现出色，尤其是在175年，阿尔比努斯参与了平定阿维狄乌斯·卡西乌斯叛乱的战争。马可·奥勒留皇帝在两封信中承认了他的功绩，在信中称阿尔比努斯为“阿非利加人”，说他长得不太像他的同乡，并说他的军事经验和严肃的性格是值得称赞的。皇帝同时宣告，如果没有阿尔比努斯，比提尼亚的军团将会向卡修斯倒戈，还计划让阿尔比努斯出任执政官。
康茂德皇帝给予阿尔比努斯在比利时高卢行省的指挥权，之后又加上了不列颠尼亚的指挥权。之后，一个虚假的流言指出康茂德已死，于是阿尔比努斯对不列颠尼亚的军队发表训话，谴责康茂德是一个暴君，而他的死对帝国来说，正是恢复元老院在共和时期的权力和地位的时机。元老院对此非常满意，但康茂德很愤怒。皇帝派遣朱纽斯·塞维鲁解除阿尔比努斯的指挥权。但实际上，直到193年康茂德被杀害时，阿尔比努斯仍掌握着指挥权。 

## 塞维鲁和阿尔比努斯的合作

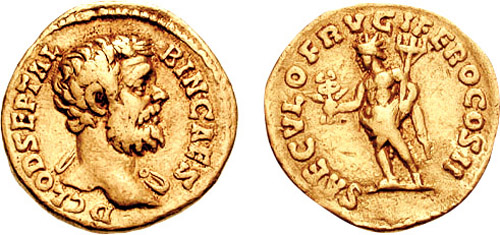
有阿尔比努斯头像的硬币 (Note: 这枚硬币是为了祝贺“Saeculum Frugiferum”——果实累累的时代的化身，其可能是巴力哈蒙，克洛狄乌斯出生地北非所崇拜的一位腓尼基神灵。)

新皇帝佩蒂纳克斯不久被禁卫军杀害，禁卫军首领埃米琉斯·莱图斯和他的手下将皇位“拍卖”给了富有的元老尤利安努斯，使他成为新皇帝。但各行省的驻军闻讯后立即表达了不满，并开始拥戴自己的皇帝：奈哲尔被叙利亚军队宣布为皇帝；塞维鲁被伊利库姆和潘诺尼亚的军队拥立；不列颠和高卢的军队拥戴阿尔比努斯为帝。 
在随后的内战中，阿尔比努斯一开始与占领罗马，杀死尤利安努斯的塞普蒂米乌斯·塞维鲁结盟。阿尔比努斯在自己的名字里加入了“塞普蒂米乌斯”，并接受了凯撒的头衔。两人于194年共同担任执政官。在三个不列颠军团和一个西班牙军团的支持下，阿尔比努斯维持了对帝国西部大部分地区的统治。塞维鲁巩固了自己对罗马的控制后，首先出兵进攻东部的奈哲尔。194年，奈哲尔兵败身死。196年，他在拜占庭城的残余势力被消灭。之后，塞维鲁决心让自己成为罗马帝国的唯一主人。阿尔比努斯意识到了形势的危险，准备组织抵抗。塞维鲁的信使试图刺杀阿尔比努斯，但没有成功。最后，他组织起了一支约15万人的军队。

## 阿尔比努斯的称帝和败亡
196年秋天，阿尔比努斯得知塞维鲁已指定其长子卡拉卡拉为继承人，并给予他凯撒头衔。塞维鲁还说服元老院正式宣布阿尔比努斯为罗马帝国的敌人。阿尔比努斯的一切幻想都化为泡影，他动员了不列颠尼亚的军队，正式称帝（尊名：英白拉多·凯撒·德基穆斯·克劳狄乌斯·塞普蒂米乌斯·阿尔比努斯·奥古斯都），带着不列颠尼亚的大部分军队渡过海峡到达高卢。他击败了塞维鲁的将军维利乌斯·卢普斯，掌控了高卢的军事资源。但尽管他将卢格杜努姆（今里昂）作为总部，驻守莱茵河的军团仍拒绝向他效忠。
197年2月19日，阿尔比努斯在卢格杜努姆与塞维鲁的军队决战。经过激烈的战斗，阿尔比努斯被击败，自杀身亡。也可能是被俘虏后，按照塞维鲁的命令被处决。塞维鲁命人把阿尔比努斯赤裸的尸体放在他的面前，骑马践踏尸体，最后一次羞辱他。阿尔比努斯的妻子和两个儿子最初被塞维鲁赦免，但他很快就改变了主意，将他们也斩首。阿尔比努斯的无头尸体与他被杀的家人的尸体一起被扔进了罗讷河。塞维鲁把他的头颅送回罗马，以恐吓他的支持者。他还写了一封无礼的信，嘲笑元老院对阿尔比努斯的忠诚。卢格杜努姆遭到掠夺，阿尔比努斯的支持者们遭到了塞维鲁的残酷迫害。 
据说阿尔比努斯亦是一名农学家，曾撰写过关于农业的论文和一系列迈尔斯传奇。